# Lista över naturkatastrofer efter antal dödsoffer
Lista över naturkatastrofer efter antal dödsoffer avser dödsfall orsakade av naturkatastrofer. Listan gör inte anspråk på att vara komplett.
| Nr | Händelse                              | Plats                                       | Datum                   | Antal dödsoffer |
| -- | ------------------------------------- | ------------------------------------------- | ----------------------- | --------------- |
| 1  | Översvämningskatastrofen i Kina 1931  | Kina                                        | 1931, juli-november     | nästan 4 000    |
| 2  | Översvämningen av Gula floden 1887    | Kina                                        | 1887, september-oktober | nästan 2 000    |
| 3  | Jordbävningen i Shaanxi               | Shaanxi, Kina                               | 1556, 23 januari        | 830 000         |
| 4  | Jordbävningen i Tangshan 1976         | Tangshan, Kina                              | 1976, 28 juli           | 655 000         |
| 5  | Cyklonen Bhola                        | Östpakistan, (idag Bangladesh)              | 1970, 13 november       | 500 000         |
| 6  | Tyfonen i Hai Phong 1881              | Hai Phong, Vietnam                          | 1881                    | 300 000         |
| 7  | Jordbävningen i Haiyuan 1920          | Haiyuan, Kina                               | 1920, 16 december       | 273 000         |
| 8  | Jordbävningen i Antiochia vid Orontes | Antiochia, Bysantinska riket (idag Turkiet) | 526                     | 250 000         |
| 9  | Jordbävningen i Indiska oceanen 2004  | Indiska oceanen                             | 2004, 26 december       | 225 000–280 000 |
| 10 | Jordbävningen i Haiti 2010            | Haiti                                       | 2010, 12 januari        | 220 000–300 000 |